# Allodapella daemonia
Allodapella daemonia är en fjärilsart som beskrevs av Diakonoff 1948. Allodapella daemonia ingår i släktet Allodapella och familjen vecklare. Inga underarter finns listade i Catalogue of Life.